# Правила бою (фільм, 2000)
«Правила бою» (англ. Rules of Engagement) — американський фільм 2000 року режисера Вільяма Фрідкіна, у головних ролях Томмі Лі Джонс і Семюел Л. Джексон. Прем'єра відбулася 31 березня 2000 року.

## Сюжет
«Хто воював — має право біля тихої річки відпочити» — співається у відомій пісні. Та американському полковнику Террі Чайлдерсу в цьому праві відмовлено. Більше того, йому загрожує трибунал за атаку «мирного населення» при обороні американського посольства в одній з Близькосхідних країн. За його захист в суді береться адвокат Гейс Годжес, який знає Террі не як полковника, а як простого морського піхотинця, з яким він пліч-о-пліч ризикував своїм життям, і на своїй шкурі випробував як буває, коли тебе «призначать» крайнім.

## У ролях
| Актор             | Роль                                                    |
| ----------------- | ------------------------------------------------------- |
| Томмі Лі Джонс    | полковник Гейс Лоуренс «Годж» Годжес II                 |
| Семюел Л. Джексон | полковник Террі Л. Чайлдерс                             |
| Гай Пірс          | майор Марк Біггс                                        |
| Бен Кінгслі       | посол Морейн                                            |
| Брюс Грінвуд      | радник президента США з національної безпеки Білл Сокал |
| Енн Арчер         | місіс Морейн                                            |
| Блер Андервуд     | капітан Лі                                              |
| Філіп Бейкер Голл | генерал Гейс Лоуренс Годжес                             |
| Дейл Дай          | генерал-майор Перрі                                     |
| Марк Фюрштайн     | Том Чандлер                                             |
| Річард МакГонегл  | суддя-полковник Е. Ворнер                               |
| Бейоен Колмен     | полковник Бінь Ле Као                                   |
| Нікі Кетт         | Гейс Лоуренс Годжес III                                 |

## Зйомки
Зйомки проходили в Марокко, Вірджинії та Південній Кароліні.

## Знімальна група
- Режисер — Вільям Фрідкін
- Сценарист — Стівен Ґаґен, Джим Вебб
- Продюсер — Скотт Рудін, Річард Д. Занук
- Композитор — Марк Айшем